# Aggressive Chill
Aggressive Chill är en svensk metalgrupp som bildades 2003.
2007 kom bandet i kontakt med skivbolaget Held Music och ett samarbete inleddes. I maj 2008 släpptes debutalbumet Aggressive Chill. 2009 släpptes albumet Destination 7734. Albumet följdes av en turné i Sverige och Norge med banden Mustasch och Europe.
Aggressive Chill startades av Mikael "Willy" Wilhelmsson (sång, gitarr), Robert Ottoson (basgitarr) och Tommie Svanbo (trummor). 
2006 kom Krille Kellerman in som andra gitarrist. 2009 ersattes Tommie Svanbo först av Tobias R Kellgren och senare av Jonas Kronberg som trummis. Aggressive Chill var gäster på TV4 Nyhetsmorgon den 19 januari 2010. Där framförde de två låtar, "A Moment in Hands" och "Done by a Fool", och genomförde två intervjuer.
2013 släpptes tredje albumet Before My Breath Holds Me Down.

## Medlemmar
Nuvarande medlemmar
- Mikael "Willy" Wilhelmsson – sång , gitarr (2003– )
- Robert Ottoson – basgitarr (2003– )
- Johan Hultman – trummor (2016– )
- Andreas Ohlsson  – sologitarr (2016– )

Tidigare medlemmar
- Tommie Svanbo – trummor (2003–?)
- Krille Kellerma – gitarr (2006–?)
- Tobias R Kellgren – trummor (2009)
- Jonas Kronberg – trummor (2009–?)
- Per Bjelovuk - trummor (2012 -2015)
- Pontus Lao Ericsson - sologitarr (2014 - 2015)

## Diskografi
Studioalbum
- Aggressive Chill (2008)
- Destination 7734 (2009)
- Before My Breath Holds Me Down (2013)

Singlar
- "Tie Down" (2011)
- "Hold My Breath" (2013)
- "Damn that Witch" (2015)
- "Come Clean" (2017)
- "Keep Kids from God" (2017)
- "Motorfinger" (2017)